# Kållstorpssjön
Kållstorpssjön är en sjö i Eksjö kommun i Småland och ingår i Emåns huvudavrinningsområde. Sjön är 2,5 meter djup, har en yta på 0,117 kvadratkilometer och är belägen 164,3 meter över havet. Sjön avvattnas av vattendraget Silverån (Brusaån).

## Delavrinningsområde
Kållstorpssjön ingår i det delavrinningsområde (638919-147062) som SMHI kallar för Utloppet av Hjälten. Medelhöjden är 216 meter över havet och ytan är 22,68 kvadratkilometer. Räknas de 7 delavrinningsområdena uppströms in blir den ackumulerade arean 116,3 kvadratkilometer. Silverån (Brusaån) som avvattnar avrinningsområdet har biflödesordning 2, vilket innebär att vattnet flödar genom totalt 2 vattendrag innan det når havet efter 159 kilometer. Delavrinningsområdet består mestadels av skog (77 procent). Avrinningsområdet har 0,54 kvadratkilometer vattenytor vilket ger det en sjöprocent på 2,4 procent. Bebyggelsen i området täcker en yta av 1,21 kvadratkilometer eller 5 procent av avrinningsområdet.